# Poder das Chaves

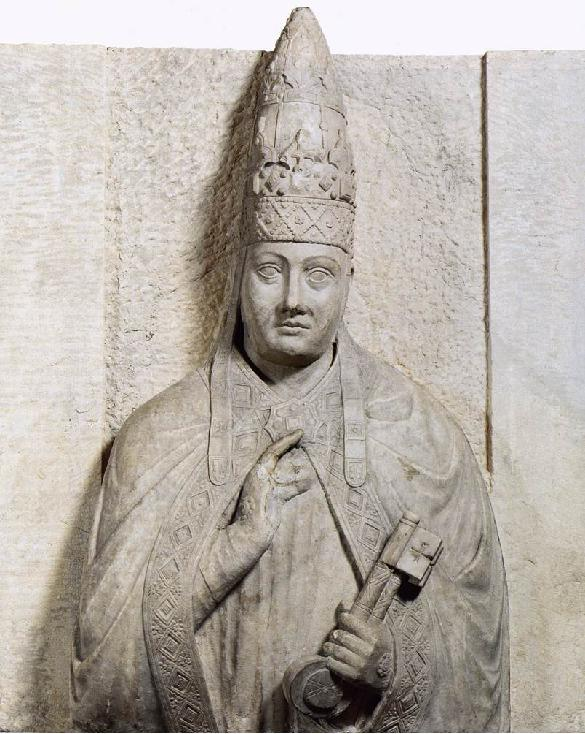
Estátua do Papa Bonifácio VIII segurando duas chaves, representando o poder das chaves do céu entregues a Pedro e seus sucessores. Museu da Ópera de Duomo em Florença.

O Poder das Chaves (em latim: Potestas Clavium) é a autoridade espiritual conferida por Cristo ao apóstolo São Pedro, conforme o relato de Mateus 16:19:
| “ | 19 Eu te darei as chaves do Reino dos Céus: tudo o que ligares na terra será ligado nos céus, e tudo o que desligares na terra será desligado nos céus. | ” |

Esse poder foi conferido a Pedro logo após sua profissão de fé – conhecida como a Confissão de Pedro –, quando ele reconhece Jesus como “o Cristo, o Filho do Deus vivo”. É neste momento solene que Cristo promete a Pedro as chaves do Reino, símbolo de autoridade e governo espiritual.
A expressão “ligar e desligar” era conhecida na tradição judaica como referência ao poder de estabelecer normas, aplicar a Lei e tomar decisões vinculantes para a comunidade. Na tradição católica, ela representa a autoridade de acolher ou excluir membros da Igreja (como na excomunhão ou reconciliação), definir ensinamentos doutrinais (dogmas), interpretar a Sagrada Escritura de forma autêntica e conceder o perdão dos pecados, em nome de Cristo (João 20:23).
Essa autoridade de Pedro se estende também aos seus sucessores – os Papas – que, como Bispos de Roma, exercem essa mesma função de governar, ensinar e santificar o Povo de Deus, em comunhão com os demais bispos. Além do texto de Mateus, a base bíblica deste poder se encontra também em João 20:23, no Apocalipse 1:5 e em uma imagem veterotestamentária de forte peso simbólico: Isaías 22:15–22. Nessa passagem, Deus remove o administrador Shebna e confere a Eliaquim as “chaves da casa de Davi”:
| “ | 15 Contra Sobna, prefeito do palácio. Eis o que diz o Senhor, Deus dos exércitos: Vai ter com esse ministro,19 Depor-te-ei de teu cargo e arrancar-te-ei do teu posto.20 Naquele dia chamarei meu servo Eliacim, filho de Helcias.21 Revesti-lo-ei com a tua túnica, cingi-lo-ei com o teu cinto, e lhe transferirei os teus poderes; ele será um pai para os habitantes de Jerusalém e para a casa de Judá.22 Porei sobre seus ombros a chave da casa de Davi; se ele abrir, ninguém fechará, se fechar, ninguém abrirá;23 | ” |

Jesus, ao falar a Pedro, faz uma alusão direta a essa figura do mordomo real, que possuía a autoridade de agir em nome do rei. Assim, a entrega das chaves a Pedro representa não apenas um símbolo de confiança, mas uma verdadeira investidura espiritual, tornando-o vigário de Cristo na Terra.
Na doutrina católica, portanto, o Poder das Chaves é entendido como o fundamento do ministério petrino e da autoridade do Papa como sucessor de Pedro, chamado a confirmar os irmãos na fé (Lucas 22:32) e a pastorear o rebanho de Cristo com caridade e verdade (João 21:15–17).
Na Bíblia, o termo "chaves" tem sido usado como um símbolo de autoridade docente (Lucas 11:52). De acordo com os católicos, Jesus, filho de Davi e portanto, o rei do novo reino davídico: a Igreja, nomeia São Pedro como mestre primário da Igreja, um cargo que continuará com seus sucessores, assim como a posição de Eliaquim no reino davídico do Antigo Testamento. Com essas chaves, como Eliaquim; São Pedro o primeiro Papa, e seus sucessores tem a autoridade e o governo dado por Cristo, sobre a nova Casa de Davi, a Igreja na terra (Apocalipse 1:18, Apocalipse 3:7). Através desta responsabilidade do Papado e de seu Magistério, os católicos acreditam que o Reino dos Céus governa a Igreja na Terra para levá-la a toda a verdade em matéria de fé e moral (I Timóteo 3:15, Mateus 28:20, João 16:13).
Ortodoxos acreditam que o poder das chaves foi conferido a todos os bispos, apontando que Jesus usa mesma língua em João 20:23 e portanto, conferi a todos os Apóstolos os mesmos poderes. Assim, igualmente, Martinho Lutero e outros reformadores falaram do ofício "das chaves", como o poder dos líderes da igreja para admitir ou excluir membros dela, afim de regularizar suas denominações.